# SN 1999C
SN 1999C – supernowa typu Ia odkryta 14 stycznia 1999 roku w galaktyce A100851+7110. W momencie odkrycia miała maksymalną jasność 19,60m.